# Thergothon
Thergothon foi uma influente banda de doom metal da Finlândia. Formado em 1989, o grupo é considerado pioneiro no estilo funeral doom.

## Integrantes
- Niko Skorpio (Niko Sirkiä) - vocal, teclado
- Mikko Ruotsalainen -  guitarra
- Jori Sjüroos - bateria, vocal
- Sami Kaveri - guitarra

## Discografia
- Fhtagn nag Yog-Sothoth (demo, 1991)
- Stream from the Heavens (álbum completo, 1994)